# Emerson dos Santos da Luz
Emerson dos Santos da Luz oder Gabei (* 11. Juli 1982 in São Vicente) ist ein kap-verdischer ehemaliger Fußballspieler.

## Nationalmannschaft
Gabei hat zwischen 2002 und 2008 insgesamt 27 Länderspiele (1 Tor) in der kapverdischen Nationalmannschaft bestritten.